# 고성군 (강원도)
고성군(高城郡)은 강원도의 행정 구역으로, 한반도 동해안에 있는 지역이다. 38선 이북 지역이라 1945년에 소련군정 영역으로 편입되었으나, 한국 전쟁을 거치며 철원군처럼 분단되었다. 남북 분단으로 인해 대한민국과 조선민주주의인민공화국 양 쪽 모두의 행정 구역으로 되어 있다. 대한민국 강원특별자치도 고성군의 군청 소재지는 간성읍이고, 조선민주주의인민공화국 강원도 고성군의 군청 소재지는 고성읍(구 장전읍)이다.

## 분단 이후
분단 후 고성군에서는 수동면, 현내면의 일부는 북한으로 편입되어 있다.

## 역사
고구려 때에 달홀(達忽)이 설치되었고 신라 진흥왕 29년(568년) 주(州)를 만들어 군주(軍主)를 두었고, 경덕왕이 고성군, 수성군(守城郡)으로 개칭하였다. 고려 성종의 행정구역 개편 때 삭방도(朔方道)에 편입되었다가, 고려 현종의 행정구역 개편 때 동계(東界)에 소속된 고성군과 수성군은 각각 고성현과 간성현(杆城縣)으로 바뀌었다. 간성현은 그 뒤 군으로 승격되었다. 조선 세종 때 고성현이 군으로 승격되어 간성·고성의 두 군이 되었다. 그 뒤 1629년 고성군은 노비가 주인을 살해한 일이 생겨 현으로 강등되었다가 1638년에 회복되었다.
- 1895년 음력 윤5월 1일 강릉부 고성군, 간성군으로 개편하였다.[1]
- 1896년 8월 4일 강원도 고성군, 간성군으로 개편하였다.[2]
- 1914년 4월 1일 고성군을 간성군에 합군하였다.[3] 군청을 군내면에 두었다.
  - 당시 고성군은 일북, 이북, 안창, 수동, 동, 서, 남면의 7개면을 관할했다. 통합시 일북면과 이북면을 신북면으로, 동면과 안창면을 고성면으로 통합했으며 남면을 서면과 수동면으로 분할 편입시켰다.
  - 당시 간성군은 현내, 군내, 대대, 오현, 토성, 왕곡, 죽도, 해상면의 8개면을 관할했다. 통합시 대대면과 오현면을 오대면으로, 왕곡면과 죽도면을 병합하여 죽왕면으로 통합하고 해상면을 군내면에 흡수시켰다.

9면 - 군내면, 오대면, 죽왕면, 고성면, 신북면, 서면, 수동면, 토성면, 현내면
- 1917년 10월 1일 군내면을 간성면으로 개칭하였다.[4]
- 1919년 간성군을 고성군으로 개칭하고, 통천군 임남면 장전리, 주험리, 사호리, 남애리를 신북면에 편입하고, 죽왕면, 토성면을 양양군에 편입하였다. (7면) 군청을 고성면으로 이전하였다.[5] 죽왕면 동호리를 간성면에 편입하였다.[6]
- 1935년 오대면을 거진면으로 개칭하였다.
- 1937년 신북면 장전리, 성북리, 사호리, 주험리를 분리해 장전읍을 설치하였다. (1읍 7면)
- 1939년 신북면을 외금강면으로 개칭하였다.
- 1941년 10월 1일 고성면을 고성읍으로 승격하였다.[7] (2읍 6면)
- 1945년 9월 2일 미국과 소련이 38선을 경계로 한반도를 분할 점령함으로써 고성군 전 지역이 소련군정 관할 아래 들어갔다.
- 한국 전쟁 이후 수동면 일부, 고성읍 대부분, 장전읍, 외금강면, 서면은 조선민주주의인민공화국의 영토로 남고, 이남은 대한민국의 영토가 되었다.

## 대한민국의 강원도 고성군
대한민국 강원특별자치도의 행정 구역이다. 2읍 4면으로 구성되어 있다. 1963년에 양양군에서  죽왕면, 토성면을 반환받았다.
이외에 광복 당시의 군청 소재지였던 고성읍을 포함한 2읍 3면은 휴전선 이북에 위치하며, 이들 지역에 대해서는 이북5도위원회에서 명예읍면장을 임명하고 있다. 해당 지역의 상세 관할구역은 다음과 같다. (광복 당시 기준)
- 읍/면사무소 소재지는 굵게 표시한다.

| 읍면               | 면적(km2) | 리 숫자 | 리(里) |
| ------------------ | --------- | ------- | --- |
| 고성읍(高城邑)     | 55.84     | 13      | 동(東) 송현(松峴) 명호(明湖) 송도진(松島津) 대강(大康) 서(西) 말무(末茂) 입석(立石) 봉수(烽燧) 포외진(浦外津) 보호(寶湖) 고봉(高峰) 감월(鑑月)                       |
| 장전읍(長箭邑)     | 31.52     | 4       | 장전(長箭) 성북(城北) 주험(注驗) 사호(沙湖) |
| 서면(西面)         | 194.32    | 9       | 송탄(松灘) 양송(兩松) 장정(長亭) 내침(內砧) 화우(花雨) 유성(柳城) 시랑(侍郞) 보현(普玄) 백천교(百川橋)                                                               |
| 수동면(水洞面)     | 222.9     | 13      | 신대(新垈) 덕산(德山) 외면(外沔) 사비(沙飛) 고미성(姑味城) 사천(沙泉) 신탄(新炭) 상원(上院) 초현(草峴) 정월(汀月) 태봉(台峰) 내면(內沔) 흑연(黑淵)                   |
| 외금강면(外金剛面) | 147.37    | 15      | 온정(溫井) 양진(養珍) 신흥(新興) 운곡(雲谷) 용계(龍溪) 계월(桂月) 창대(倉垈) 서아(西峨) 영진(靈津) 사평(沙坪) 추동(楸洞) 장도(長島) 포항(浦項) 낭정(浪汀) 남애(南涯) |

고성읍의 수복지구(송현·명호·송도진·대강리)는 현내면에 편입되었고, 수동면의 수복지구 8개리(신대·덕산·외면·사비·고미성·사천·신탄·상원리)는 전체가 주민 미거주지역으로 간성읍에서 행정사무를 대행·관할한다.

## 조선민주주의인민공화국의 강원도 고성군
조선민주주의인민공화국 강원도의 행정 구역이다. 1읍 23리로 구성되어 있다.